# Уильямс, Хиткоут
Хиткоут Уильямс (англ. Heathcote Williams; 15 ноября 1941 — 1 июля 2017) — английский поэт, актёр, драматург и политический активист.

## Биография
Родился в 1941 году в семье адвоката. Окончив Итонский колледж, сменил имя на Хиткоут в честь отца.
Первую книгу («Докладчики») издал в 1964 году. Спустя десять лет адаптировал её для театральной постановки. Его первая пьеса AC / DC (1970), впервые поставленная в Театре Королевского двора, является критикой развивающейся индустрии карательной психиатрии, включает в себя тонко завуалированную атаку на альтернативное общество 1960-х годов.
Уильямс писал стихи на политические и социальные темы. По мнению британского историка и писателя Филиппа Хоара, стихотворение Уильямса Falling for the Dolphin and Whale Nation, оказалось «самым мощным аргументом в пользу международного запрета на китобойный промысел». Хиткоут изобрёл свой жанр «документально-исследовательского стихотворения». В 1979 году в альбом певицы Марианны Фейтфулл Broken English вошла песня Why D’Ya Do It?, слова к которой принадлежат Уильямсу. В 1994 году Джулиан Коуп выпустил альбом Autogeddon, вдохновлённый одноимённым стихотворением Хиткоута Уильямса.
Помимо того, что он был драматургом и сценаристом, Уильямс появился в нескольких известных независимых и голливудских фильмах, включая «Бурю», «Грозовой понедельник», «Орландо», «Версию Браунинга», «Алису в Стране чудес», «Основной инстинкт 2», «Город Эмбер». В 1993 году в фильме Every Time I Cross the Tamar I Get into Trouble Аль Пачино исполнил роль поклонника Хиткоута Уильямса.

## Личная жизнь
Уильямс жил в Оксфорде с давней партнёршей историком Дианой Стар. У них было две дочери. У Уильямса также был сын Чарли (род. 1989) от предыдущих отношений с романисткой и журналисткой Полли Сэмсон. В 1994 году мужем Сэмсон стал музыкант Дэвид Гилмор, ставший приёмным отцом Чарли.

## Смерть
Хиткоут Уильямс умер 1 июля 2017 года в Оксфорде в возрасте 75 лет после непродолжительной болезни